# Myopias
Myopias – rodzaj mrówek z podrodziny Ponerinae. Obejmuje 33 opisane gatunki.

## Gatunki
- Myopias amblyops Roger, 1861
- Myopias bidens Emery, 1900
- Myopias breviloba Wheeler, 1919
- Myopias castaneicola Donisthorpe, 1938
- Myopias chapmani Willey & Brown, 1983
- Myopias concava Willey & Brown, 1983
- Myopias crawleyi Donisthorpe, 1941
- Myopias cribriceps Emery, 1901
- Myopias delta Willey & Brown, 1983
- Myopias densesticta Willey & Brown, 1983
- Myopias emeryi Forel, 1913
- Myopias gigas Willey & Brown, 1983
- Myopias hollandi Forel, 1901
- Myopias julivora Willey & Brown, 1983
- Myopias kuehni Forel, 1902
- Myopias latinoda Emery, 1897
- Myopias levigata Emery, 1901
- Myopias lobosa Willey & Brown, 1983
- Myopias loriai Emery, 1897
- Myopias maligna Smith, 1861
- Myopias mandibularis Crawley, 1924
- Myopias mayri Donisthorpe, 1932
- Myopias media Willey & Brown, 1983
- Myopias modiglianii Emery, 1900
- Myopias nops Willey & Brown, 1983
- Myopias philippinensis Menozzi, 1925
- Myopias punctigera Emery, 1901
- Myopias ruthae Willey & Brown, 1983
- Myopias santschii Viehmeyer, 1914
- Myopias tasmaniensis Wheeler, 1923
- Myopias tenuis Emery, 1900
- Myopias trumani Donisthorpe, 1949
- Myopias xiphias Emery, 1900